# Lake Gregory Airport
Lake Gregory Airport är en flygplats i Australien. Den ligger i kommunen Halls Creek och delstaten Western Australia, omkring 1 800 kilometer nordost om delstatshuvudstaden Perth. Lake Gregory Airport ligger 296 meter över havet.
Trakten runt Lake Gregory Airport är nära nog obefolkad, med mindre än två invånare per kvadratkilometer..
Omgivningarna runt Lake Gregory Airport är i huvudsak ett öppet busklandskap. Genomsnittlig årsnederbörd är 455 millimeter. Den regnigaste månaden är februari, med i genomsnitt 115 mm nederbörd, och den torraste är augusti, med 1 mm nederbörd.